# Krung Thai Bank Football Club
El Krung Thai Bank Football Club (tailandès สโมสรฟุตบอลธนาคารกรุงไทย) és un club de futbol tailandès de la ciutat de Bangkok. El banc del mateix nom és el propietari del club.

## Història
El club va ser fundat a Bangkok l'any 1977. El club abandonà la lliga el gener de 2009 en ser comprada la plaça pel Bangkok Glass FC. El club, malgrat tot, continuà disputant la Queen's Cup el mateix 2009.

## Palmarès
- Lliga tailandesa de futbol: 
  - 2002/03, 2003/04
- Kor Royal Cup (ถ้วย ก.) : 
  - 1989, 1988
- Segona divisió (Division 1 League):
  - 1997
- Khǒr Royal Cup (ถ้วย ข.) : 
  - 1993